# Štěchovický poklad

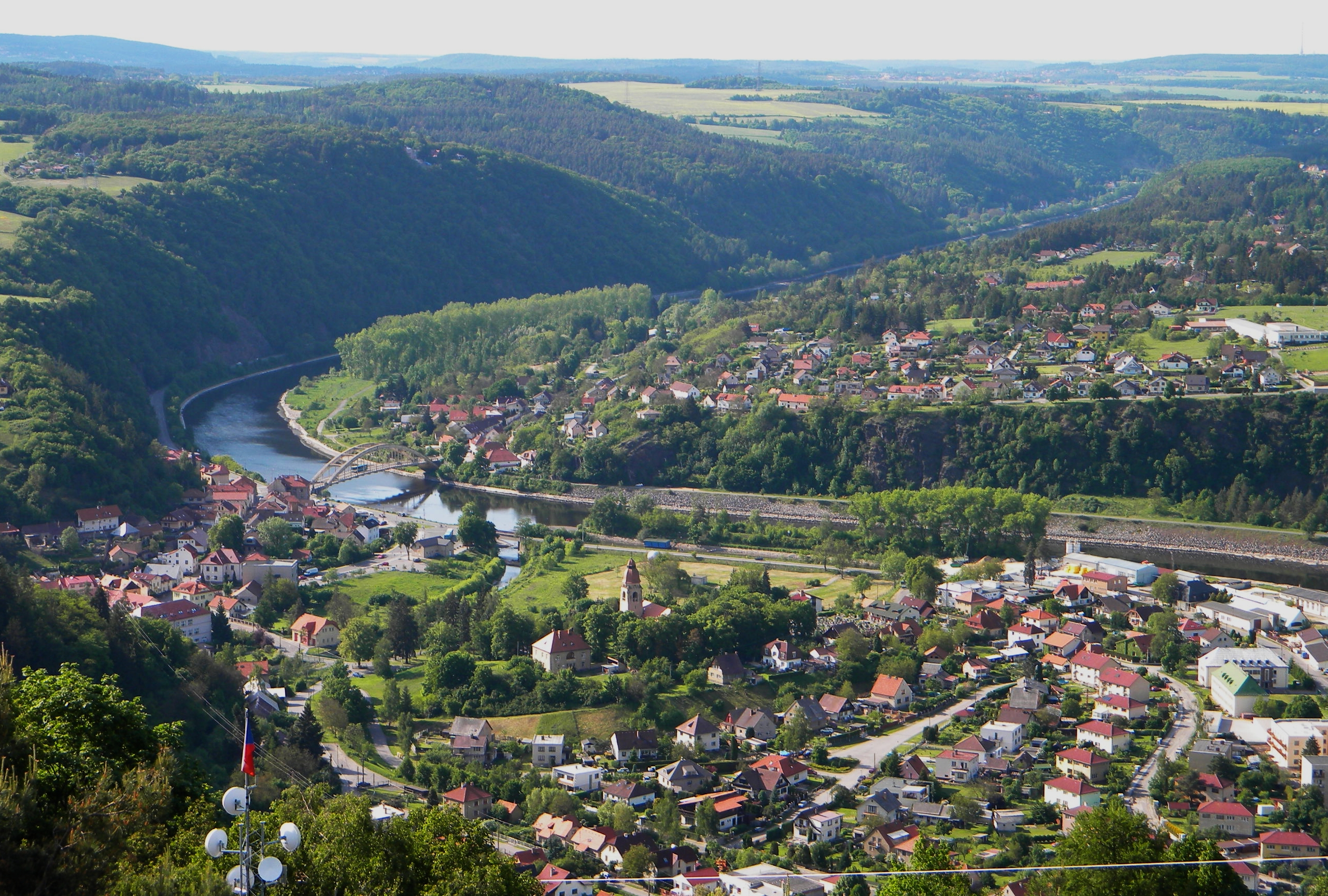
Pohled na Štěchovice

Štěchovický poklad je údajná součást pokladů Třetí říše, která se prý v závěru 2. světové války přepravovala z Berlína přes Madrid do Argentiny a skončila na českém území zakopána kdesi v okolí Štěchovic. Zásilka prý obsahovala 540 beden a její součástí mohly být originál smlouvy Ribbentrop–Molotov nebo Jantarová komnata. Po roce 1989 se po pokladu na uvedeném místě usilovně pátralo, ale bez výsledku. V listopadu 2022 přiznal hlavní hledač pokladu, Helmut Gaensel, že si příběh o zakopaných bednách vymyslel.

## Legenda
Na počátku roku 1945 bylo v Německu jisté, že válka je prohraná, a jeho představitelé se snažili uchránit získaný majetek. Podle legendy se zásilka 540 beden s cennostmi dostala na území Protektorátu Čechy a Morava. Úkolem poklad ukrýt byl prý pověřen plk. Emil Klein, velitel ženijní (specializované) školy SS v Hradištku. Bedny byly údajně přesunuty do Hradištka k připravené štole, kde je francouzští a ruští zajatci z nedalekého koncentračního tábora zakopali a zamaskovali, posléze byli strážnými SS postříleni. Skupinka těchto šesti strážných pak prý byla zlikvidována Emilem Kleinem a jeho pobočníkem Steigem.

## Frankův archiv
O tom, že je v okolí středočeských Štěchovic ukryt nacistický archiv (tzv. Štěchovický archiv či archiv K. H. Franka) a možná i poklad, se spekulovalo již koncem války. V blízkém okolí za druhé světové války zřídila německá správa cvičiště jednotek SS a nedlouho nato vznikl koncentrační tábor Hradištko (šlo o pobočku koncentračního tábora Flossenbürg). Po válce podal zajatý německý důstojník Günter Aschenbach, který působil v Hradišťku, svědectví a prozradil místo, kde byly ukryty bedny s dokumenty. Jelikož československé úřady nejevily o věc zájem, ujali se celé záležitosti Američané a 11. února 1946 zde americká armáda archiv vyzvedla a odvezla ho do Německa. Československá vláda se vůči tomu ohradila a dokumenty byly nakonec 2. března 1946 vráceny. Jednalo se především dokumenty protektorátní správy a zápisy říšského protektora. Byly použity jako důkazy v procesu s K. H. Frankem. Nyní se nacházejí převážně v Národním archivu. O tom, zda Američané vrátili vše, se spekuluje. Vchod do štoly je jasně viditelný dodnes, štola je ale zasypaná a nepřístupná.

## Hledači pokladu

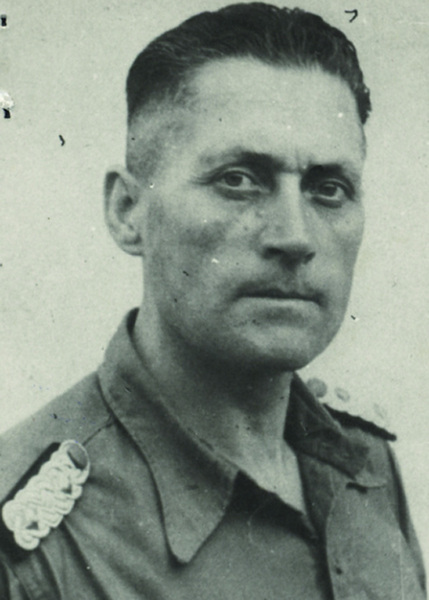
Emil Klein, velitel ženijní školy v Hradištku

Mezi nejznámější hledače patřil Helmut Gaensel, rodák z Kovářské na Chomutovsku, který se ukrytých bednách dozvěděl ve vězení od Emila Kleina, někdejšího velitele ženijní školy SS v Hradištku. Již v roce 1968 jednal s úřady o vyzvednutí Štěchovického pokladu. Po příjezdu okupačních vojsk však Gaensel opustil Československo. V Jižní Americe pátral po nacistických prominentech, kteří emigrovali z Německa. Gaensel se domníval, že další součástí pokladu by mohly být návrhy tajných zbraní, například letadlo diskového tvaru, které se údajně vyvíjelo v Avii Letňany. Druhým známým hledačem byl Josef Mužík, který o pokladu dokonce vydal trilogii knih. Po letech pátrání tvrdil, že v okolí Hradištka a Štěchovic se nachází sedm úložišť a ještě tři zbývá prozkoumat. Pátrání obou bylo neúspěšné a Helmut Gaensel roku 2022 přiznal, že si příběh o pokladu vymyslel.

## Možné vysvětlení
Vodní elektrárna Štěchovice byla dostavěna za protektorátu, kdy bylo rozhodnuto i o výstavbě přečerpávací vodní elektrárny Štěchovice. Poměrně malá elektrárna nabyla pro nacistické Německo na významu v únoru 1943, kdy odbojáři zničili vodní elektrárnu Vemork v okupovaném Norsku, která produkovala těžkou vodu, což byla pro Německo jediná cesta jak se dostat k jaderné bombě. V květnu 1943 zničili Spojenci přehrady v Porýní, čímž se dostala do popředí Štechovická elektrárna kvůli výhodnému umístění v okupovaném území, které nebylo pro Spojence zatím vojenským cílem pro bombardování. Z rozhodnutí říšského protektora tak dostala stavba štěchovické elektrárny absolutní prioritu. V okolí sice nebyla stavěna žádná výrobna na těžkou vodu, avšak ústředí elektrárny v prosinci 1941 informovalo obecní úřad ve Štěchovicích, že v lednu 1942 bude zprovozněno vedení vysokého napětí vedoucí katastrem obce. Elektrárna začala proud dodávat až na podzim roku 1943, přičemž vedení mířilo do rozvodny v Mirovicích a dále do Příbrami, kde tehdy působil výzkumný ústav Waffen Union, což byl společný projekt plzeňské Škodovky, brněnské Zbrojovky a Explosie v Semtíně. Výzkumný ústav měl pro SS vyvíjet a vyrábět nové zbraně a koncem války tam tým Rolfa Engela vyvíjel rakety na tuhá paliva. Elektrárna tak měla pro Německo klíčový význam v tajném plánu na zvrat ve druhé světové válce.